# Франческа Любіані
Франческа Любіані (італ. Francesca Lubiani; нар. 12 липня 1977) — колишня італійська тенісистка.
Найвищу одиночну позицію світового рейтингу — 58 місце досягла 26 травня 1997, парну — 114 місце — 15 серпня 2005 року.
Здобула 4 одиночні та 15 парних титулів туру ITF.
Найвищим досягненням на турнірах Великого шолома було 2 коло в одиночному розряді.
Завершила кар'єру 2006 року.

## Фінали турнірів WTA

### Парний розряд: 1 (поразка)
| Результат | Дата     | Турнір                     | Рівень  | Покриття | Партнерка    | Суперниці                        | Рахунок  |
| --------- | -------- | -------------------------- | ------- | -------- | ------------ | -------------------------------- | -------- |
| Поразка   | Січ 2005 | ASB Classic, Нова Зеландія | Tier IV | Тверде   | Ліенн Бейкер | Асагое Сінобу Катарина Среботнік | 3–6, 3–6 |

## Фінали ITF
| турніри $75,000 |
| турніри $50,000 |
| турніри $25,000 |
| турніри $10,000 |

### Одиночний розряд: 6 (4–2)
| Результат | Ранг | Дата              | Місце                     | Покриття   | Суперниця         | Рахунок          |
| --------- | ---- | ----------------- | ------------------------- | ---------- | ----------------- | ---------------- |
| Перемога  | 1.   | 27 лютого 1994    | ITF Албуфейра, Португалія | Тверде     | Стефанія Піффері  | 6–2, 6–4         |
| Поразка   | 2.   | 20 серпня 1995    | ITF Фаєттвілл, США        | Тверде     | Аннабел Еллвуд    | 6–7(2), 6–3, 1–6 |
| Поразка   | 3.   | 15 листопада 1998 | ITF Галл, Велика Британія | Тверде (i) | Барбара Шварц     | 6–3, 3–6, 2–6    |
| Перемога  | 4.   | 31 липня 2000     | ITF Альгеро, Італія       | Тверде     | Жофія Губачі      | 6–1, 6–0         |
| Перемога  | 5.   | 22 липня 2001     | ITF Вальядолід, Іспанія   | Тверде     | Анаушка ван Ексел | 7–6(8), 2–6, 6–4 |
| Перемога  | 6.   | 15 липня 2002     | ITF Вальядолід, Іспанія   | Тверде     | Ольга Виметалкова | 6–2, 6–4         |

### Парний розряд: 30 (15–15)
| Результат | Ранг | Дата              | Турнір                         | Покриття   | Партнерка            | Суперниці                                  | Рахунок            |
| --------- | ---- | ----------------- | ------------------------------ | ---------- | -------------------- | ------------------------------------------ | ------------------ |
| Перемога  | 1.   | 16 лютого 1992    | ITF Карвоейру, Португалія      | Тверде     | Рафаелла Лізієро     | Стефані Ґомпертс Сабіне Вергар             | 6–4, 7–5           |
| Перемога  | 2.   | 15 серпня 1994    | ITF Коксейде, Бельгія          | Ґрунт      | Марія Паола Дзавальї | Джулія Казоні Сара Вентура                 | 7–6(0), 7–5        |
| Поразка   | 3.   | 9 листопада 1998  | ITF Hull, United, Kingdom      | Тверде (i) | Марія Паола Дзавальї | Барбара Шварц Ясмін Вер                    | 2–6, 3–6           |
| Поразка   | 4.   | 26 квітня 1999    | ITF Ешпіню, Португалія         | Ґрунт      | Марія Паола Дзавальї | Каталін Мароші Алісія Ортуньйо             | 3–6, 4–6           |
| Поразка   | 5.   | 17 жовтня 1999    | ITF Ларго, США                 | Тверде     | Саманта Рівз         | Ніколь Арендт Нана Міяґі                   | 2–6, 3–6           |
| Поразка   | 6.   | 11 червня 2000    | ITF Сербітон, Велика Британія  | Трава      | Каролін Денін        | Труді Мусгрейв Бріанн Стюарт               | 6–3, 3–6, 1–6      |
| Перемога  | 7.   | 21 липня 2001     | ITF Вальядолід, Іспанія        | Тверде     | Ніна Дюбберс         | Адрієнн Хегюдюш Естер Мольнар              | 6–2, 7–6(4)        |
| Перемога  | 8.   | 24 вересня 2002   | ITF Альбукерке, США            | Тверде     | Мілагрос Секера      | Тетяна Перебийніс Крістіна Вілер           | 1–6, 7–5, 7–5      |
| Поразка   | 9.   | 30 березня 2003   | ITF Атланта, США               | Тверде     | Ліенн Бейкер         | Лі Тін Сунь Тяньтянь                       | 6–4, 4–6, 4–6      |
| Перемога  | 10.  | 7 вересня 2003    | ITF Местре, Італія             | Ґрунт      | Ліенн Бейкер         | Монік Адамчак Шеллі Стефенс                | 6–2, 4–6, 6–2      |
| Поразка   | 11.  | 28 вересня 2003   | ITF Глазго, Велика Британія    | Тверде     | Ліенн Бейкер         | Кім Кілсдонк Ніколь Кріз                   | 5–7, 2–6           |
| Поразка   | 12.  | 8 лютого 2004     | ITF Рокфорд, США               | Тверде (i) | Ліенн Бейкер         | Маріана Діас-Оліва Хісела Дулко            | 7–6(5), 3–6, 1–6   |
| Поразка   | 13.  | 22 лютого 2004    | ITF Колумбус, США              | Тверде (i) | Ліенн Бейкер         | Станіслава Грозенська Ленка Немечкова      | 6–7(3), 6–4, 3–6   |
| Перемога  | 14.  | 28 лютого 2004    | ITF Сент-Пол, США              | Тверде (i) | Ліенн Бейкер         | Джессіка Ленгофф Труді Мусгрейв            | 6–7(3), 2–3 ret.   |
| Перемога  | 15.  | 4 квітня 2004     | ITF Огаста, США                | Тверде     | Машона Вашінгтон     | Джулія Дітті Джессіка Ленгофф              | 6–1, 6–3           |
| Перемога  | 16.  | 5 жовтня 2004     | ITF Глазго, Велика Британія    | Тверде (i) | Ліенн Бейкер         | Клер Каррен Іпек Шенолу                    | 6–3, 5–7, 6–4      |
| Перемога  | 17.  | 19 грудня 2004    | ITF Бергамо, Італія            | Тверде (i) | Джулія Казоні        | Ленка Немечкова Юлія Шруфф                 | 6–2, 6–3           |
| Перемога  | 18.  | 13 лютого 2005    | ITF Редбрідж, Велика Британія  | Тверде (i) | Джулія Казоні        | Дар'я Кустова Катерина Макарова            | 6–4, 6–3           |
| Поразка   | 19.  | 20 березня 2005   | ITF Оріндж, США                | Тверде     | Ліенн Бейкер         | Карлі Галліксон Дженніфер Гопкінс          | 3–6, 4–6           |
| Поразка   | 20.  | 27 березня 2005   | ITF Реддінг, США               | Тверде     | Ліенн Бейкер         | Юлія Бейгельзимер Стефані Дюбуа            | 4–6, 7–6(1), 3–6   |
| Перемога  | 21.  | 11 квітня 2005    | ITF Мумбаї, Індія              | Тверде     | Ніна Братчикова      | Рушмі Чакравартхі Сай Джаялакшмі Джаярам   | 6–3, 6–4           |
| Перемога  | 22.  | 9 липня 2005      | ITF Філікстоу, Велика Британія | Трава      | Ліенн Бейкер         | Ярміла Вулф Алла Кудрявцева                | 6–1, 4–6, 3–2 ret. |
| Поразка   | 23.  | 21 серпня 2005    | ITF Єзі, Італія                | Тверде     | Ліенн Бейкер         | Сільвія Дісдері Джулія Габба               | 2–6, 6–2, 4–6      |
| Перемога  | 24.  | 28 серпня 2005    | ITF Трекастаньї, Італія        | Тверде     | Ліенн Бейкер         | Регіна Куликова Марина Шамайко             | 6–2, 4–6, 6–3      |
| Поразка   | 25.  | 11 жовтня 2005    | ITF Сан-Франциско, США         | Тверде     | Анджела Гейнс        | Енслі Карґілл Тара Снайдер                 | 6–7(2), 5–7        |
| Поразка   | 26.  | 13 листопада 2005 | ITF Мехіко                     | Ґрунт      | Валентіна Сассі      | Женіфер Віджажа Карла Тіене                | 6–7(5), 3–6        |
| Перемога  | 27.  | 22 листопада 2005 | ITF Сан-Луїс-Потосі, Мексика   | Тверде     | Валентіна Сассі      | Женіфер Віджажа Ольга Брозда               | 6–3, 4–6, 7–5      |
| Поразка   | 28.  | 18 грудня 2005    | ITF Бергамо, Італія            | Килим (i)  | Валентіна Сассі      | Шамайко Марина Валеріївна Катерина Бичкова | 1–6, 3–6           |
| Поразка   | 29.  | 5 лютого 2006     | ITF Таупо, Нова Зеландія       | Тверде     | Ліенн Бейкер         | Лорен Барніков Крістіна Фусано             | 4–6, 4–6           |
| Перемога  | 30.  | 1 травня 2006     | ITF Катанія, Італія            | Ґрунт      | Валентіна Сассі      | Діана Брунель Віржині Піше                 | w/o                |